# With God on our side
With God on our side is een nummer van de Amerikaanse zanger Bob Dylan. Hij schreef het in een vroeg stadium van zijn carrière en voerde het voor het eerst uit bij zijn debuutoptreden in de Town Hall van New York op 12 april 1963. Op 7 augustus 1963 nam hij het nummer op in de studio van Columbia. Hij begeleidde zichzelf op gitaar en mondharmonica. Het werd het derde nummer op het album The times they are a-changin', dat op 13 januari 1964 werd uitgebracht.

## De tekst
De ik-figuur in het liedje komt uit een land dat Midden-Westen heet en altijd God aan zijn zijde heeft. Het land werd groot gedurende vele oorlogen (tegen de Indianen, de Spaans-Amerikaanse Oorlog, de Amerikaanse Burgeroorlog). Toen kwam de Eerste Wereldoorlog, waarin het niet echt duidelijk was waarvoor zijn land eigenlijk aan het vechten was. Maar als God aan jouw kant staat, tel je de doden niet. Toen kwam de Tweede Wereldoorlog en daarna vergaf zijn land de Duitsers. Ondanks de Holocaust hebben zij nu ook God aan hun zijde. De Russen zijn op dit moment de grote vijand. We kunnen nu de hele wereld vernietigen met kernwapens, maar als God aan je zijde staat, stel je nooit vragen. Maar toch: had Judas Iskariot God aan zijn zijde toen hij Christus verried? Nu hij afscheid neemt, weet de ik-figuur één ding: als God aan onze kant staat, houdt hij de volgende oorlog tegen.
Dylan zong af en toe een ingekorte versie, waarin een of twee coupletten werden weggelaten. Er bestaat ook een versie waarin het couplet over de Tweede Wereldoorlog is vervangen door een couplet over de Vietnamoorlog. Dit was de versie die is gezongen door The Neville Brothers.

## Plagiaat?
De Ierse schrijver Dominic Behan wees er na het uitkomen van The times they are a-changin'  op dat het eerste couplet van Dylans lied With God on our side:
Oh my name it ain't nothin', my age it means less
The country I come from is called the Midwest
I’s taught and brought up there the laws to abide
And that the land that I live in has God on its side.
wel erg lijkt op het tweede couplet van zijn eigen lied The patriot game uit 1957:
My name is O’Hanlon, and I’ve just turned sixteen
My home is in Monaghan, where I was weaned
I learned all my life cruel England to blame,
So now I am part of the patriot game.
Behan beschuldigde Dylan van plagiaat. Overigens is de melodie van beide liedjes gebaseerd op een Engels volksliedje van rond 1700, getiteld One morning in May of The merry month of May. De overeenkomst tussen de twee liedjes heeft nooit tot een rechtszaak geleid. Op de hoes van Newport Broadside (een lp uit 1964, waarop een live-uitvoering met Joan Baez staat) wordt overigens vermeld dat het liedje een bewerking is van The patriot game.
Een paar websites die de tekst van With God on our side geven, noemen Behan als coauteur.

## Liveversies
Live-uitvoeringen van het nummer staan op de volgende albums:
- Newport Broadside (1964, met Joan Baez)[6]
- The Bootleg Series Vol. 6: Bob Dylan Live 1964, Concert at Philharmonic (2004, maar het betreft een opname uit 1964, weer met Joan Baez)[7]
- The Rolling Thunder Revue: The 1975 live recordings (box met 14 cd's, 2019, met opnamen uit 1975)[8]
- MTV unplugged (1995, met opnamen uit 1994)[9]

## Versie van Manfred Mann
De groep van Manfred Mann nam op 11 januari 1965 een ingekorte versie van het nummer op en zette het op een Britse ep die was vernoemd naar het titelnummer, The one in the middle, en ook op de albums Mann made hits (UK, september 1966) en My little red book of winners (VS, september 1965).
In Nederland verscheen With God on our side in oktober 1965 als achterkant op een single met The one in the middle als voorkant. De Nederlandse single kwam tot 35 in de Nederlandse Top 40, de Engelse ep stond in totaal negen weken op 1 in de UK EP Chart.
Het was het eerste nummer van Bob Dylan dat de groep opnam. Later nam de groep onder andere nog If You Gotta Go, Go Now, Just like a woman en Mighty Quinn op, die alle drie hits werden.

## Andere versies
Joan Baez nam het nummer al vóór Bob Dylan op, voor een ep die in 1963 verscheen. With God on our side nam met een speelduur van 6 minuten en 8 seconden de complete A-kant van de plaat in beslag. Op de B-kant stonden twee nummers, die in ieder land waar de plaat verscheen anders waren. De plaat werd geen hit.
Odetta nam het nummer in 1965 op voor het album Odetta sings Dylan.
Ramblin' Jack Elliott zong het nummer op het album Bull Durham sacks and railroad tracks uit 1970.
The Neville Brothers zetten het nummer op hun album Yellow moon van 1989.
Barbara Dickson nam het nummer op voor haar album Don't think twice it's alright van 1992.
Judy Collins zong het nummer op haar album Judy sings Dylan... Just like a woman van 1993.
Buddy Miller zette het nummer in 2004 op zijn album Universal united house of prayer. Jim Lauderdale trad op als achtergrondzanger.
Het nummer is de bijdrage van K'naan aan een album waarop diverse artiesten nummers van Bob Dylan zingen: Chimes of freedom: The songs of Bob Dylan. Deze versie van het nummer werd gebruikt in de film Fahrenheit 11/9.
Hugues Aufray zong het nummer in het Frans als Dieu est à nos côtés voor zijn album Aufray chante Dylan uit 1965. Het nummer verscheen in 1966 ook op een ep met dezelfde naam.
Ronnie Potsdammer zong in 1966 een Nederlandse vertaling, God zij met ons. Het liedje werd de achterkant van de single De deserteur. Het lied staat ook op de lp Café Chantant uit 1968, een album met nummers van verschillende artiesten.